# Simpert Kramer
Simpert Kramer, o Kraemer (Weißensee, 2 ottobre 1679 – Edelstetten, 14 gennaio 1753), è stato un architetto tedesco.

## Biografia
Come fratello maggiore di Mang Kraemer lo precedette nell'apprendimento della tecnica di costruzioni e infine si dedicò con il fratello a una vita di viaggi.
Al padre era stata affidata allora la costruzione di una nuova torre campanaria a Edelstetten ed egli vi si trasferì, adempiendo colà ad alcuni incarichi.

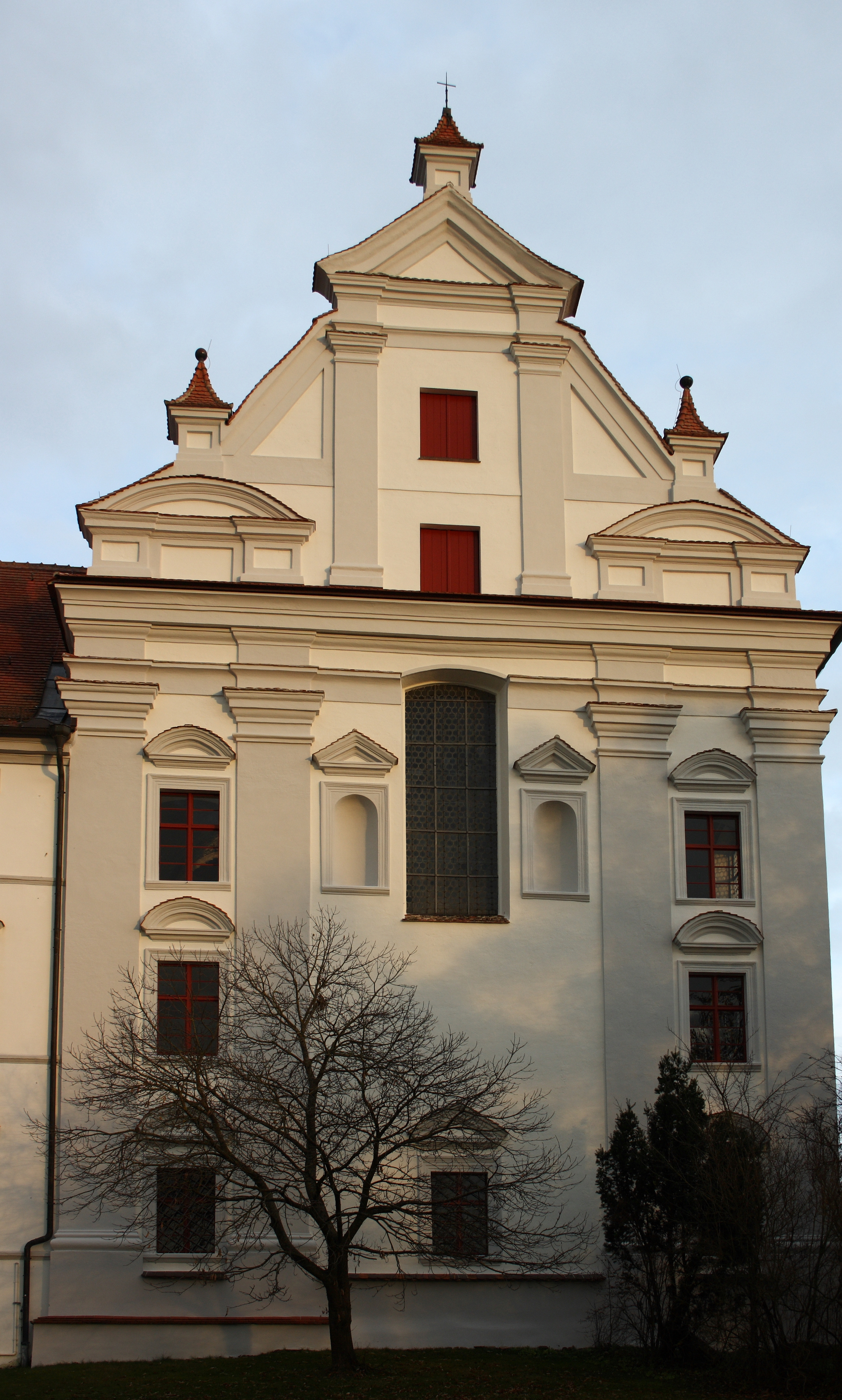
Facciata occidentale della chiesa parrocchiale cattolica ed ex collegiata dei Santi Giovanni Battista ed Evangelista ad Edelstetten

Nel 1708 fu affidata a Kraemer la costruzione della nuova collegiata dei Santi Giovanni Battista ed Evangelista ad Edelstetten, progettata da Christoph Vogt.
Gli stucchi all'interno della chiesa furono parimenti affidati a Kraemer.
Oltre all'attività con Vogt, Kraemer acquisì fama anche fuori Edelstetten dove gli furono affidate opere. Così si fece un nome di architetto e progettista anche a Krumbach, Pfaffenhausen, Burtenbach o Neuburg an der Kammel.
I suoi capolavori sono le abbazie e le chiese abbaziali di  Ottobeuren e di Roggenburg, quest'ultima realizzata in collaborazione con il figlio e seguace Johann Martin Kraemer.
Kraemer si sposò co Gaudentia Greiner, dalla quale ebbe dodici figli.

## Opere
- Stucchi nel castello di Kronburg, Kronburg presso Memmingen, 1705
- Chiesa collegiata die Santi Giovanni Battista ed Evangelista Edelstetten, su progetto di Christoph Vogt, 1708–1712
- Chiesa parrocchiale dell'Assunta a Deisenhausen-Unterbleichen, 1712–1713
- Chiesa parrocchiale a Theinselberg presso Lachen, su progetto di Christoph Vogt, 1713–1715, navata nel 1723 (bruciata nel 1746)
- Stucchi della navata della chiesa parrocchiale di Sant' Anna a Dinkelscherben, 1717
- Abbazia di Ottobeuren, 1717–1724
- Chiesa di San Nicola, Kammeltal-Hammerstetten, –1720
- Chiesa parrocchiale di Santo Stefano ad Hawangen, 1722
- Santuario di Maria Vesperbild, Ziemetshausen, 1725 (crollato nel 1754)
- Chiesa parrocchiale die Santi Pietro e Paolo a Benningen, 1725–1729
- Cappella di San Francesco da Paola a Unggenried (Mindelheim), 1726 (attribuita)
- Chiesa parrocchiale di Attenhausen (Sontheim), 1730
- Albergo a Schwanen (Burtenbach), verso il 1730 (attribuito)
- Chiesa di San Giovanni Battista a Ungerhausen, 1734–1738
- Pieve a Krumbach-Attenhausen, 1730 (attribuita)
- Santuario di Tutti i Santi (navata), Jettingen-Scheppach, 1731–1732
- Chiesa parrocchiale dell'Assunta (ristrutturazione e stucchi), Neuburg an der Kammel, 1733
- Castello di Niederraunau, Krumbach-Nierraunau, 1733 (attribuito)
- Chiesa di San Tommaso di Canterbury, Krumbach-Edenhausen, 1735
- Basilica dei Santi Alessandro e Teodoro, Ottobeuren, 1736–1749 (successore dal 1748: Johann Michael Fischer)
- Palazzo per uffici a Ottobeuren, 1739
- Chiesa parrocchiale di San Pietro ad Altisried (Markt Rettenbach; pianta e preventivo), 1741–1743
- Innalzamento delle torri della chiesa parrocchiale di San Michele a Krumbach, 1750
- Chiesa abbaziale di Roggenburg, 1752–1757 (con il figlio Johann Martin Kraemer)